# 小國町 (熊本縣)
小国町（日语：／ Oguni machi */?）是位于日本熊本縣東北部，阿蘇外輪山外側的一個城鎮，屬阿蘇郡。；轄區內有74%地區為林地 。
為了與山形縣西置賜郡小國町、新潟縣刈羽郡小國町（已於2005年併入長岡市）區別，因此會以「肥後小國」來表示此町。

## 歷史
過去屬於「小國鄉」，小國鄉在1870年將原本的25個村合併為9個村，並在1889年進一步將其中六村合併為北小國村，也就是現在的小國町；另外三村合併為南小國村（現在的南小國町）。北小國村在改制為町時，同時改名為現在的「小國町」之名稱。

### 年表
- 1889年4月1日：實施町村制，設置北小國村。
- 1935年4月1日：改制並改名為小國町。

## 交通

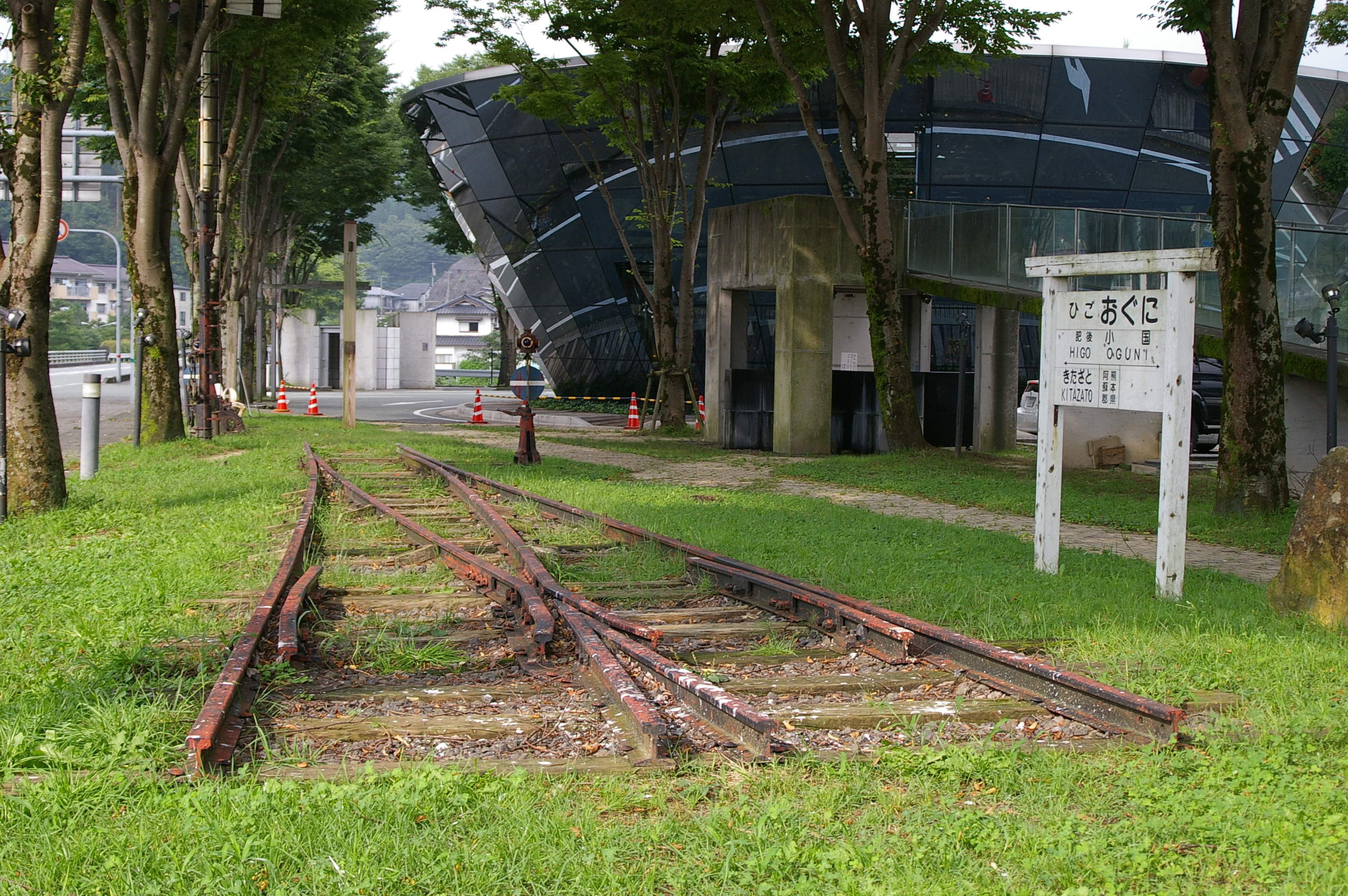
肥後小國車站遺址

### 鐵路
過去曾有國鐵宮原線通過，但已於1984年12月1日停駛。
- 國鐵
  - 宮原線：北里車站 - 肥後小國車站

## 觀光資源

### 景點
- 宮原兩神社
- 北里柴三郎記念館
- 鍋瀑布

### 溫泉
- 杖立溫泉
- 奴留湯溫泉
- 山川溫泉
- 岳之湯溫泉
- 峐之湯溫泉

## 教育

### 高等學校
- 熊本縣立小國高等學校

### 特殊學校
- 熊本縣立小國養護學校

## 本地出身之名人
- 北里柴三郎：細菌學家
- 勝野洋：俳優
- 大塚和征：職業足球選手

## 外部連結
- （日語） 小國町旅遊協會